# Aalen (Dorf)

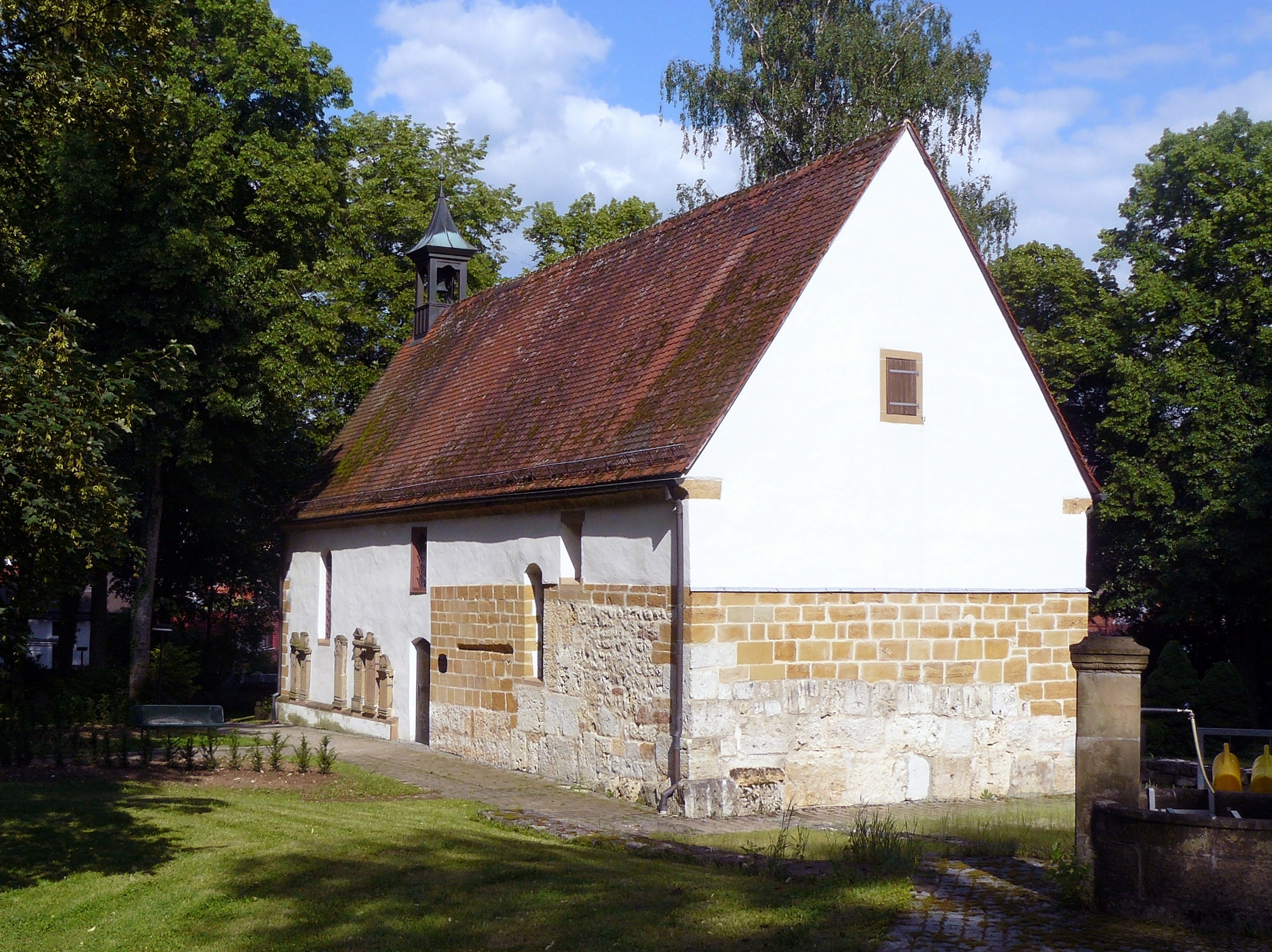
Die ehemalige Dorfkirche

Aalen war ein mittelalterliches Dorf im Gebiet der heutigen Stadt Aalen. Die heutige Stadt ist eine mittelalterliche Gründung an anderer Stelle, Dorf und Stadt bestanden bis zur Wüstwerdung des Dorfes nebeneinander.

## Lage
Die Lage des Dorfes war lange unklar, heute ist jedoch sicher, dass das Dorf im Gebiet der Johanneskirche, direkt am östlichen Tor des Kastells Aalen, lag. Die Entfernung von der Johanneskirche bis zur ehemaligen Stadtmauer beträgt ungefähr 400 Meter. Das Dorf lag nördlich des Flusses Aal, von dem auch der Name hergeleitet wurde, und westlich des Kochers.

## Geschichte

Wappen der Herren von Aalen nach Gustav Adelbert Seyler (Neuer Siebmacher (1911))

Das Dorf wurde das erste Mal im Jahre 1136 als Alon in einem Güterverzeichnis des Klosters Ellwangen erwähnt, zusammen mit einem Ortsadligen Konrad von Aalen. Die Herren von Aalen, die noch bis 1426 bezeugt sind, hatten ihre Burg womöglich beim Burgstall Aalen, der etwa 1,3 Kilometer von der Johanneskirche entfernt ist.
Zwischen 1241 und 1246 wurde die Stadt Aalen östlich des Dorfes und östlich des Kochers gegründet. Über 100 Jahre bestanden Dorf und Stadt Aalen nebeneinander, bis das Dorf vermutlich im Städtekrieg 1388 zerstört wurde. Die vermutlich im 9. Jahrhundert erbaute Dorfkirche, die Johannes dem Täufer geweiht ist, besteht bis heute und ist eine der ältesten Kirchen Württembergs.